# 放電容量
放電容量（ほうでんようりょう）とは、規定された条件下で、蓄えたり取り出したりすることができる、電気量のことである。

## 概要
電池は、その使い始めには起電力として公称電圧よりやや高めの電圧（初期電圧）を出力し、放電を行うにつれて電圧は徐々に降下し公称電圧より低めになる。やがてある電圧を境にその低下の度合いが急激なものとなり、電池を電源として動作していた機器は停止に至る。このときの電圧を終止電圧（しゅうしでんあつ）といい、これに達した時点で電池は使い切られたものとみなされる。

### 計算方法
電池の容量は、使い始めから使い終えるまでに電池から取り出し、放電した電気量である。具体的には、放電時の電流（消費電流） I と終止電圧に達するまでの時間 t の積である。量記号は W、単位としてアンペア時（アンペアじ、アンペアアワー）[Ah] が用いられる。
W = I・t
小型の電池では、ミリアンペア時（ミリアンペアじ、ミリアンペアアワー）[mAh] も用いられる。
例えば540[mAh]とは、540[mA]の電流を1[h<＝時間>]、流すことができることを表している。
また、計算上は放電容量 W を消費電流 I で除したものが、その電池の使用可能時間 t であるといえる。
t = W / I
例えば、放電容量が850 [mAh] 、消費電流が325 [mA] だとすると、
850 / 325 = 2.6 [h] = 156 [min]
ただし、実際は時間放電率（次節）を考慮する必要があるため、単純にこのような計算で使用可能時間を算出することはできない。

## 時間放電率と容量
電池の容量は放電時の電流の大きさによって変動するものである。そこで、実用上は電池の放電特性（電池の製造元から公表される場合がある）を考慮する必要がある。
一定時間 t の放電で終止電圧に達するような、一定の電流 I を放電したとき、これを t 時間率放電と呼ぶ。このときの容量は It となる。そして、ある特定の時間率放電における容量が公称容量として用いられる。どれくらいの時間放電率を採用するかは、バッテリーの構造や使用目的によって異なる。一例として、日本国内の自動車用バッテリーは5時間率、オートバイ用は10時間率、欧州車用は20時間率で表記されている。一般的には、時間率で規定される電流値よりも大きな電流を取り出そうとすると容量は減少する。 例えば、公称容量が10時間放電率で10 Ah の電池から1 A の電流で放電すれば10時間の持続が保証されるが、10 A の電流を取り出した場合は、数字の上では1時間持続することになるが、実際の持続時間は数分の1になる。